# Lijst van Eerste Kamerleden voor de SDAP
Een overzicht van alle Eerste Kamerleden voor de Sociaal-Democratische Arbeiderspartij (SDAP).
| Eerste Kamerlid                       | Begindatum        | Einddatum         |
| ------------------------------------- | ----------------- | ----------------- |
| Simon de la Bella                     | 17 september 1935 | 10 juli 1942      |
| Christiaan Wilhelm Jozeph van de Bilt | 8 juni 1937       | 13 augustus 1945  |
| Charles Guillaume Cramer              | 18 september 1923 | 31 augustus 1925  |
| Jaap Cramer                           | 20 november 1945  | 8 februari 1946   |
| Piet Danz                             | 17 september 1925 | 7 juni 1937       |
| Nico Donkersloot                      | 20 november 1945  | 8 februari 1946   |
| Louis Hermans                         | 16 september 1925 | 7 juni 1937       |
| Pieter Hiemstra                       | 8 juni 1937       | 8 februari 1946   |
| Willem Caspar de Jonge                | 18 september 1923 | 19 februari 1925  |
| Johan van de Kieft                    | 18 oktober 1945   | 8 februari 1946   |
| Henri van Kol                         | 16 september 1913 | 24 juli 1922      |
| Henri van Kol                         | 18 september 1923 | 25 oktober 1924   |
| George Lindeijer                      | 11 maart 1925     | 16 september 1929 |
| Maurits Mendels                       | 17 september 1919 | 7 juni 1937       |
| Piet Moltmaker                        | 18 september 1923 | 15 april 1941     |
| Frans Ossendorp                       | 18 november 1924  | 7 juni 1937       |
| Jan Oudegeest                         | 17 september 1929 | 16 september 1935 |
| Henri Polak                           | 25 november 1913  | 24 juli 1922      |
| Henri Polak                           | 18 september 1923 | 7 juni 1937       |
| Carry Pothuis-Smit                    | 23 maart 1920     | 7 juni 1937       |
| Marius Antoon Reinalda                | 8 juni 1937       | 8 februari 1946   |
| Liesbeth Ribbius Peletier             | 8 juni 1937       | 8 februari 1946   |
| Eltjo Rugge                           | 18 september 1923 | 7 juni 1937       |
| Pieter Sikkes                         | 8 juni 1937       | 8 februari 1946   |
| Roelof Stenhuis                       | 18 september 1923 | 1 september 1925  |
| Nico Stufkens                         | 20 november 1945  | 8 februari 1946   |
| Joris in 't Veld                      | 8 juni 1937       | 8 februari 1946   |
| Nico Vijlbrief                        | 8 juni 1937       | 8 februari 1946   |
| Willem Vliegen                        | 27 november 1917  | 24 juli 1922      |
| Koos Vorrink                          | 17 september 1935 | 8 februari 1946   |
| Herman Bernard Wiardi Beckman         | 8 juni 1937       | 9 mei 1940        |
| Floor Wibaut jr.                      | 20 november 1945  | 8 februari 1946   |
| Floor Wibaut                          | 25 juli 1922      | 16 september 1935 |
| Cornelis Woudenberg                   | 20 november 1945  | 8 februari 1946   |
| Arie de Zeeuw                         | 18 september 1923 | 13 september 1945 |